# Donja Jagodina
Donja Jagodina (en serbe cyrillique : Доња Јагодина) est un village de Bosnie-Herzégovine. Il est situé dans la municipalité de Višegrad et dans la république serbe de Bosnie. Selon les premiers résultats du recensement bosnien de 2013, il compte 81 habitants.

## Démographie

### Répartition de la population (1991)
En 1991, le village comptait 108 habitants, répartis de la manière suivante :